# Kredyt Bank
Kredyt Bank SA is een voormalige Poolse bank met haar hoofdzetel in Warschau. 
Ze werd in 1990 gesticht als een van de eerste private banken in Polen. In 1994 debuteerde ze op de GPW. In 1997 ging de bank een fusie aan met de Polski Bank Inwestycyjny SA In het jaar 2001 verwierf de Belgische KBC Groep 50% van Kredyt Bank, in 2002 bezat ze reeds meer dan 75% van de aandelen en momenteel zo'n 80%.
In 2001 ondertekende Kredyt Bank een overeenkomst voor bank- en verzekeringsdiensten met TUiR Warta SA In hetzelfde jaar werd Żagiel SA een deel van de Grupa Kredyt Banku (tot 2009, toen het door de KBC-Groep verkocht werd). In 2005 veranderde Kredyt Bank samen met de Grupa Warta van logo om de samenwerking tussen beide bedrijven te onderstrepen (naar het voorbeeld van het logo van mede-eigenaar KBC).